# Shockwave (Kings Dominion)

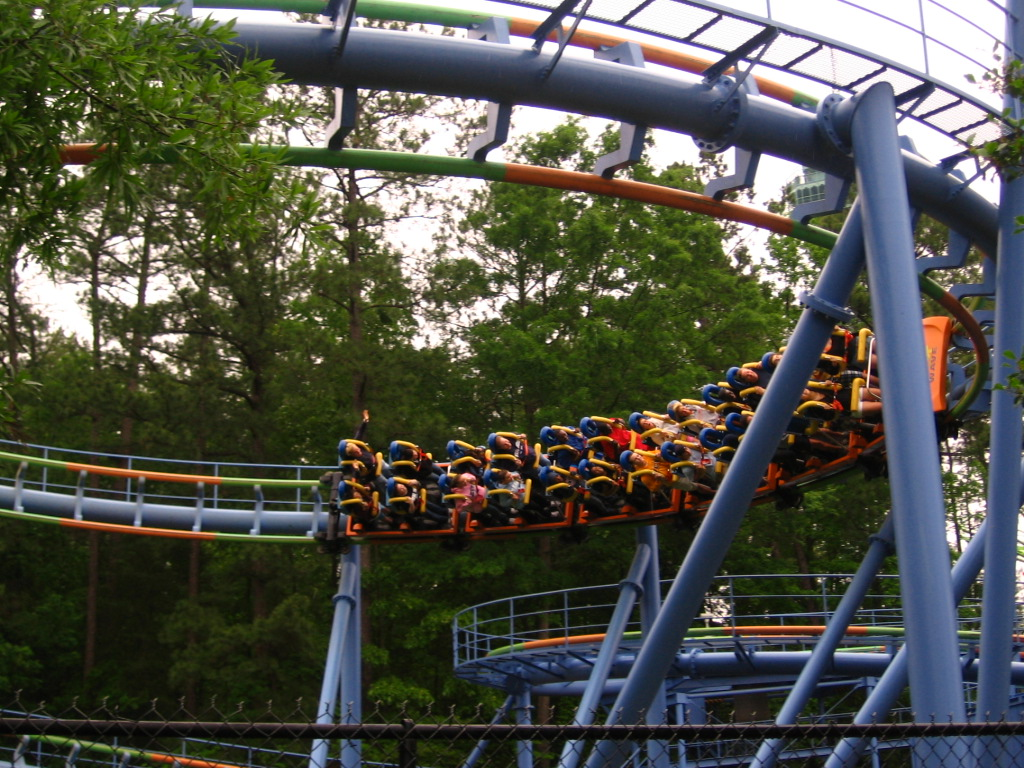
Ein Zug in der Helix.

Shockwave in Kings Dominion (Doswell, Virginia, USA) war eine stehende Stahlachterbahn vom Modell Standing Coaster des Herstellers Togo, die am 23. März 1986 eröffnet wurde. Am 9. August 2015 wurde sie geschlossen.
Die 680 m lange Strecke erreichte eine Höhe von 29 m und war mit einem Looping ausgestattet.
Sie war eine von nur zwei Auslieferungen des Modells in die USA und nach der Schließung von King Cobra die letzte existierende Achterbahn des Modells in den USA.

## Züge
Shockwave besaß zwei Züge mit jeweils sechs Wagen. In jedem Wagen konnten vier Personen (zwei Reihen à zwei Personen) Platz nehmen. Als Rückhaltesystem kamen Schulterbügel zum Einsatz.